# Daniela Santanchè
Daniela Garnero Santanchè (wym. [daˈnjeːla santaŋˈkɛ]; ur. 7 kwietnia 1961 w Cuneo) – włoska polityk i przedsiębiorca, parlamentarzystka, od 2022 minister turystyki.

## Życiorys
Ukończyła studia z zakresu nauk politycznych. Na początku lat 90. brała udział w szkoleniach organizowanych przez Uniwersytet Bocconi, co po jej nominacji rządowej w oficjalnym biogramie błędnie określono jako uzyskanie magisterium na tej uczelni. Kwestia ta podniesiona przez magazyn „Oggi”. W 1983 założyła spółkę zajmującą się marketingiem. W działalność polityczną zaangażowała się w latach 90., wstępując do Sojuszu Narodowego. W 1999 została radną prowincji Mediolan.
Mandat poselski po raz pierwszy uzyskała w 2001 do Izby Deputowanych XIV kadencji. Utrzymała go w 2006 na XV kadencję. Od 2003 do 2004 jednocześnie pełniła funkcję asesora w administracji miejskiej Ragalny.
Wypowiadała się krytycznie na temat warunków życia muzułmańskich kobiet, w szczególności krytykowała zasłanianie twarzy. Po reakcji ze strony jednego z włoskich imamów została objęta ochroną policyjną. W 2007 opuściła Sojusz Narodowy i przystąpiła do konserwatywnej partii Prawica, którą powołał Francesco Storace. W 2008 jako kandydatka na premiera Włoch stała na czele koalicji tego ugrupowania z Trójkolorowym Płomieniem, która nie przekroczyła wyborczego progu. Jeszcze w tym samym roku powołała własny ruch polityczny pod nazwą Movimento per l'Italia, z którym przyłączyła się do Ludu Wolności.
W marcu 2010 została podsekretarzem stanu ds. programu rządowego w gabinecie Silvia Berlusconiego. Urząd ten sprawowała do listopada 2011. W 2013 z ramienia Ludu Wolności uzyskała mandat posłanki XVII kadencji. Dołączyła następnie do ugrupowania Bracia Włosi – Sojusz Narodowy, w 2018 jako kandydatka centroprawicy została wybrana w skład Senatu XVIII kadencji (reelekcja na XIX kadencję w 2022).
W październiku 2022 objęła stanowisko ministra turystki w rządzie Giorgii Meloni.